# Hàm Cường
Hàm Cường là một xã thuộc huyện Hàm Thuận Nam, tỉnh Bình Thuận, Việt Nam.

## Địa lý
Xã Hàm Cường có diện tích 82,47 km², dân số năm 1999 là 7325 người, mật độ dân số đạt 89 người/km².
Theo thống kê năm 2019, xã Hàm Cường có diện tích 82,34 km², dân số là 8.736 người, mật độ dân số đạt 106 người/km².

## Hành chính
Xã Hàm Cường được chia thành 5 thôn.